# Torodera sexpunctata
Torodera sexpunctata là một loài bọ cánh cứng trong họ Chrysomelidae. Loài này được Scherer miêu tả khoa học năm 1987.